# Refugio República del Ecuador
El Refugio República del Ecuador es un refugio antártico ubicado en la punta Hennequin en el interior de la bahía Almirantazgo en la isla Rey Jorge (o isla 25 de Mayo). Fue instalado por la primera expedición antártica de Ecuador en enero de 1988, y recibe anualmente tareas de mantenimiento y reparación por parte de la armada ecuatoriana.
Está formado por un contenedor de seis metros que dispone de suministros médicos básicos, alimentos no perecibles y dos literas con capacidad para cuatro personas. Sirve para los investigadores y turistas que quieran descansar o estudiar el área.

## Instalación
Una vez que Ecuador se adhirió al Tratado Antártico en 1987, la Armada del Ecuador fue encomendada para realizar la Primera Expedición Ecuatoriana a la Antártida. Se dispuso que el Instituto Oceanográfico ecuatoriano planificase, dirijase y ejecutase la tarea, utilizando el buque de investigación hidrográfico-oceanográfico Orión. El 1 de diciembre del mismo año zarpó desde Guayaquil con 60 personas, incluyendo un oficial invitado de la Armada del Brasil. En Valparaíso, se sumaron dos oficiales de la Armada de Chile. Hernán Moreano Andrade, capitán de fragata, actuó como jefe de la expedición, mientras que Bécquer Picco Vargas, capitán de fragata, actuó como comandante del buque.
El refugio fue inaugurado por la expedición el 13 de enero de 1988 con la asistencia de delegaciones de Alemania, Argentina Brasil, Chile, Estados Unidos, Polonia, Rusia y Uruguay, que poseen bases, estaciones científicas y refugios en la isla.
Sus primeros ocupantes fueron científicos ecuatorianos que realizaron trabajos hidrográficos y geológicos en la isla.